# Пахлер, Аманд
Амандус Пахлер, Аманд Пахлер
(лат. Amandus Pachler, нем. Amand Pachler; 29 сентября 1624, Бад-Райхенхалль, Баварский округ — 9 сентября 1673, Зальцбург) — немецкий богослов, философ, историк и католический монах-бенедиктинец аббатства Святого Петра в Зальцбурге.

## Биография
Пахлер родился в Райхенхалле в Баварии в семье цирюльника и был крещён под именем Иероним. Позже он взял имя Амандус. Святой Амандус почитался в Зальцбурге, так как там хранятся его кости. С 1636 года он служил хористом в монастыре Святого Петра в Зальцбурге, а в 1641 году был облачен там в одежду послушника. Амандус был рукоположен в священники в 1648 году, через год служил послушником, а с 1650 года — иподиаконом. Он был доктором богословия (1654) и философии, а также профессором Зальцбургского университета с 1651 по 1657 год. В 1657 году он был избран аббатом своего монастыря и был вынужден оставить кафедру нравственного богословия, которую принял только в 1656 году.
Будучи аббатом, он приказал построить монастырь и крыло для послушников. Пытаясь найти больше информации о своем тёзке, он провёл раскопки в коллегиальной церкви; Мощи Святого Амандуса были найдены перед главным алтарём в 1661 году. Чтобы усилить литургическое качество службы в соборе Святого Петра, во время его пребывания в должности было привлечено до 20 певцов и инструменталистов.
Амандус Пахлер написал большое количество исторических трудов. Среди них биографии зальцбургских епископов Виталиса, Гебхарда и Тьемо, а также трактаты об аббатах Святого Петра и древностях, найденных в Зальцбурге. Он написал многотомный дневник и хронику Адмонтского монастыря, а также комментарий к «Зальцбургской хронике» Франца Дюкхера (1609—1671).

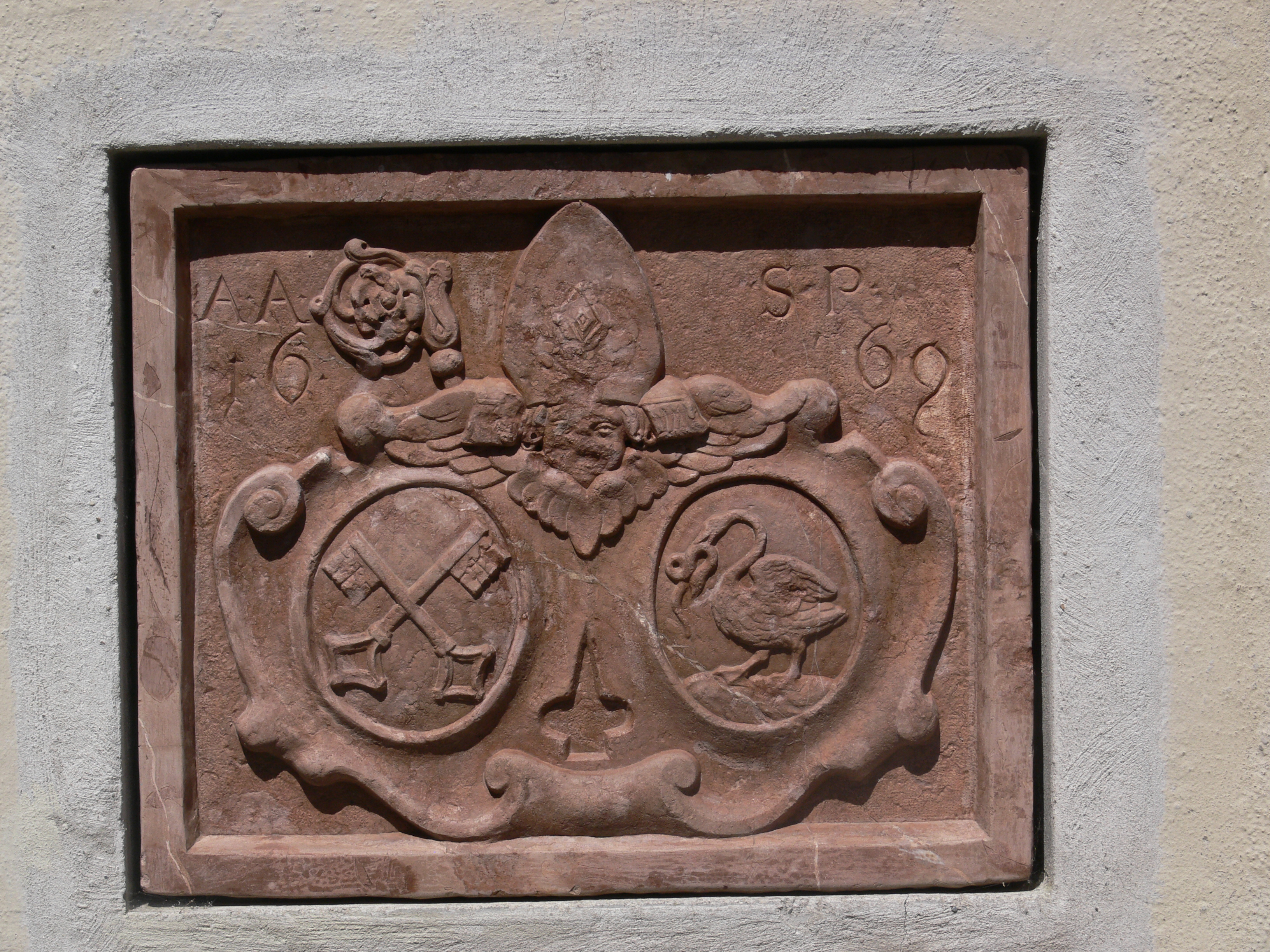
Герб аббата Амандуса Пахлера на фасаде часовни Креста на кладбище Святого Петра, Зальцбург

После смерти он был похоронен в коллегиальной церкви Святого Петра перед алтарем Иосифа; его сердце было захоронено в нынешней Дамской капелле.